# Marcin Bachanek
Marcin Bachanek (17 juni 1996, Elbląg) is een Poolse langebaanschaatser. De 1500 meter is zijn beste afstand; zo won Bachanek deze afstand bij de Wereld Universiteitskampioenschappen schaatsen 2020 op 11 maart op de Jaap Edenbaan in Amsterdam.

## Persoonlijke records
| Afstand      | Tijd     | Datum            | Baan           |
| ------------ | -------- | ---------------- | -------------- |
| 500 meter    | 35,76    | 22 februari 2019 | Inzell         |
| 1000 meter   | 1.09,55  | 8 februari 2020  | Calgary        |
| 1500 meter   | 1.45,61  | 16 februari 2020 | Salt Lake City |
| 3000 meter   | 3.49,82  | 13 oktober 2019  | Inzell         |
| 5000 meter   | 6.40,77  | 21 oktober 2016  | Inzell         |
| 10.000 meter | 13.59,64 | 11 december 2016 | Heerenveen     |

(laatst bijgewerkt: 1 juli 2020)

## Resultaten
| Jaar | WK Allround            | WK Afstanden                                | WK Junioren              |
| ---- | ---------------------- | ------------------------------------------- | ------------------------ |
| 2015 |                        |                                             | 12e (25e, 19e, 17e, 18e) |
|      |                        |                                             |                          |
| 2020 | NC21 (4e, 24e, 20e, -) | 21e 1500m 23e massastart                    |                          |
| 2021 |                        | 24e 1500m HF DQ massastart 8e achtervolging |                          |
|      |                        |                                             |                          |
| 2023 |                        | 6e achtervolging                            |                          |
|      |                        |                                             |                          |
| 2025 |                        | 22e massastart                              |                          |

(#, #, #, #) = afstandspositie op juniorentoernooi (500m, 1500m, 1000m, 5000m) of op allroundtoernooi (500m, 5000m, 1500m, 10.000m).
NC21 = niet gekwalificeerd voor de laatste afstand, maar wel als 21e geklasseerd in de eindrangschikking